# Nick Wormald
Nicholas Charles "Nick" Wormald é um matemático australiano, que trabalha com combinatória e otimização.
Wormald obteve um doutorado em 1979 na Universidade de Newcastle, orientado por Robert William Robinson, com a tese Some problems in the enumeration of labelled graphs. Foi professor da Universidade de Melbourne e da Universidade de Auckland, antes de ir ca. 2006 para a Universidade de Waterloo, onde ocupa a Canada Research Chair em Combinatória e Otimização.
Em 1979 resolveu um problema de Paul Erdős sobre coloração de grafos (dotado por Erdős com 25 dólares). Utilizou um computador para construir um conjunto plano de 6448 pontos sem triângulos equiláteros de comprimento 1, cujo gráfico associado (os pontos foram conectados, se a distância era 1) não era colorido com três cores (número cromático 4), ao contrário da suposição de Erdös e para sua surpresa.
Recebeu a Medalha Euler de 2006 e a Research Medal da Australian Mathematical Society. Foi eleito em 2017 membro da Australian Academy of Science.

## Publicações selecionadas
- Nicholas C. Wormald (1999). «Models of random regular graphs» (PDF). Cambridge University Press. London Mathematical Society Lecture Note Series: 239–298
- Peter Eades; Nicholas C. Wormald (1994). «Edge crossings in drawings of bipartite graphs». Springer. Algorithmica. 11 (4): 379–403. doi:10.1007/BF01187020
- Nicholas C. Wormald (1995). «Differential equations for random processes and random graphs». JSTOR. Annals of Applied Probability: 1217–1235. doi:10.1214/aoap/1177004612
- Nicholas C Wormald (1999). «The differential equation method for random graph processes and greedy algorithms» (PDF). Citeseer. Lectures on approximation and randomized algorithms: 73–155
- Robert W. Robinson; Nicholas C. Wormald (1994). «Almost all regular graphs are Hamiltonian». Wiley Online Library. Random Structures & Algorithms. 5 (2): 363–374. doi:10.1002/rsa.3240050209
- Brendan D McKay; Nicholas C Wormald (1991). «Asymptotic enumeration by degree sequence of graphs with degrees  o ( n ½ ) » (PDF). Springer. Combinatorica. 11 (4): 369–382. doi:10.1007/bf01275671
- Angelika Steger; Nicholas C. Wormald (1999). «Generating random regular graphs quickly». Cambridge Univ Press. Combinatorics, Probability and Computing. 8 (4): 377–396. doi:10.1017/S0963548399003867
- Nicholas C. Wormald (1981). «The asymptotic connectivity of labelled regular graphs». Elsevier. Journal of Combinatorial Theory. Series B. 31 (2): 156–167. doi:10.1016/S0095-8956(81)80021-4